# 오픈토리
오픈토리(OpenTory)는 2008년 11월 3일 개설하여 2011년 8월 24일 종료된 한국의 위키 기반 백과사전 웹사이트이다. 중앙일보 계열  중앙 미디어 네트워크가 보유하고 있었고, 비영리성 목적으로 운영되었으며 회원, 기여자의 봉사로 운영, 편집되었다. 2011년 1월 4일 기준으로 135,391개의 문서가 수록되어 있었다. 현재 웹사이트는 폐쇄된 상태이다.
백과사전의 내용과 중앙일보의 기사를 근간으로 편집되었으며, 다른 신문, 방송사의 뉴스가 출처로 인용되기도 했다.

## 특징
중앙일보사 계열 중앙 미디어 네트워크에서 프로그램과 서버를 개설하고, 비영리 부서로 활동했으며 기여자, 봉사자의 순수한 봉사로 운영, 편집이 이루어졌다.
오픈토리는 2008년 11월 3일 JMnet이 보유한 12만개의 표제어로 시작을 하였다. “모두가 만드는 열린 백과사전”을 표방하고 있으며 다른 한국어 위키에 비하면 일반 이용자의 문서 편집에 대한 제약이 많은 편이었다. 예를 들어 로그인을 하지 않고도 문서 편집 및 생성이 가능한 위키백과 등과는 달리 오픈토리는 로그인을 하지 않으면 편집을 할 수 없었고 이러한 까다로운 규제는 일반 사용자의 문서 편집도 제한하는 효과를 만들었다. 일례로, 오픈토리의 “노무현”문서는 110회 편집되었는데 그 중 약 80회가 관리자의 편집이었다.
많은 내용이 중앙일보의 기사, 백과사전의 내용에 기초를 두고 있다. 그밖에 다른 편집자에 의해 한국 혹은 외국의 신문 기사, 논문이 인용되었으며 주로 중앙일보 기사와 그밖에 한국 국내의 뉴스 기사가 인용되었다. 2011년 당시 20만개의 문서가 생성되었으나 2011년 8월 종료되었다.

## 활성도
문서의 개수로만 봤을 때 13만여 개의 문서를 가진 오픈토리는 한국어 위키백과, 위키낱말사전 다음으로 큰 규모의 위키기반 커뮤니티였다. 2011년 1월 기준 오픈토리의 한 문서당 편집 횟수는 1.7번이며 등록된 사용자의 수는 1825명이었다. 2011년 당시 약 20만개 이상의 항목이 작성되어 있었다.

## 같이 보기
- 중앙일보